# Football League Cup 2010-2011
La Football League Cup 2010-2011, conosciuta anche con il nome di Carling Cup per motivi di sponsorizzazione, è stata la 51ª edizione del terzo torneo calcistico più importante del calcio inglese, la 45ª in finale unica. La manifestazione, ebbe inizio il 9 agosto 2010 e si concluse il 27 febbraio 2011 con la finale di Wembley.
Il trofeo fu alzato dal sorprendente Birmingham City, sceso in Championship alla fine della stagione, ma capace di arrivare fino all'atto conclusivo della competizione, dove superò con il punteggio di 2-1, il ben più quotato Arsenal. I Blues, tornati alla vittoria dopo 48 anni, sono l'unica squadra retrocessa dal massimo campionato inglese ad essersi imposta nella League Cup.

## Formula
La Football League Cup era riservata alle 20 squadre della Premier League e alle 72 della Football League. Ogni turno della competizione è composto da scontri ad eliminazione diretta, ad esclusione delle semifinali che si compongono di due match dove la squadra con il miglior risultato combinato accede in finale. Se al termine di ogni partita o se il risultato combinato delle semifinali è identico, vengono giocati i tempi supplementari. Se anche al termine dei tempi supplementari il punteggio è ancora in parità, si passa ai calci di rigore.
|                              | Squadre che entrano in questo turno                                                                                           | Squadre qualificate dal turno precedente    |
| ---------------------------- | --- | ------------------------------------------- |
| Primo turno (70 squadre)     | - 24 squadre dalla Football League Two - 24 squadre dalla Football League One - 22 squadre dalla Football League Championship |                                             |
| Secondo turno (50 squadre)   | - 2 squadre dalla Football League Championship - 13 squadre dalla Premier League (non partecipanti alle competizioni europee) | - 35 squadre vincitrici del primo turno     |
| Terzo turno (32 squadre)     | - 7 squadre dalla Premier League (partecipanti alle competizioni europee)                                                     | - 25 squadre vincitrici del secondo turno   |
| Quarto turno (16 squadre)    | | - 16 squadre vincitrici del terzo turno     |
| Quarti di finale (8 squadre) | | - 8 squadre vincitrici del quarto turno     |
| Semifinali (4 squadre)       | | - 4 squadre vincitrici dei quarti di finale |
| Finale (2 squadre)           | | - 2 squadre vincitrici delle semifinali     |

## Primo turno
Il Burnley e l'Hull City sono ammesse direttamente al Secondo turno in seguito al miglior posizionamento in classifica per i club della Football League durante la stagione precedente. I restanti 70 dei 72 club della Football League hanno completato il Primo turno, divisi tra le sezioni Nord e Sud. Il sorteggio è avvenuto il 16 giugno 2010 e le partite sono state giocate due mesi dopo, tra il 9 e l'11 agosto 2010.

### Nord
| Match | Squadra in casa  | Risultato | Squadra fuori casa | Spettatori |
| ----- | ---------------- | --------- | ------------------ | ---------- |
| 1     | Hartlepool Utd   | 2-0       | Sheffield Utd      | 2 520      |
| 2     | Leicester City   | 4-3       | Macclesfield Town  | 6 142      |
| 3     | Walsall          | 0-1       | Tranmere           | 2 253      |
| 4     | Carlisle Utd     | 0-1       | Huddersfield Town  | 3 475      |
| 5     | Stockport County | 0-5       | Preston N.E.       | 3 724      |
| 6     | Barnsley         | 0-1       | Rochdale           | 4 107      |
| 7     | Morecambe        | 2-0       | Coventry City      | 4 002      |
| 8     | Doncaster        | 1-2 (dts) | Accrington Stanley | 4 603      |
| 9     | Chesterfield     | 1-2       | Middlesbrough      | 6 509      |
| 10    | Peterborough Utd | 4-1       | Rotherham Utd      | 4 145      |
| 11    | Bradford City    | 2-1 (dts) | Nottingham Forest  | 5 175      |
| 12    | Leeds Utd        | 4-0       | Lincoln City       | 12 602     |
| 13    | Sheffield Weds   | 1-0       | Bury               | 7 390      |
| 14    | Scunthorpe Utd   | 2-1       | Oldham Athletic    | 2 602      |
| 15    | Crewe Alexandra  | 1-0       | Derby County       | 3 778      |

### Sud
| Match | Squadra in casa  | Risultato | Squadra fuori casa | Spettatori |
| ----- | ---------------- | --------- | ------------------ | ---------- |
| 1     | Exeter City      | 2-3 (dts) | Ipswich Town       | 4 520      |
| 2     | Southend Utd     | 3-2 (dts) | Bristol City       | 2 940      |
| 3     | Southampton      | 2-0       | Bournemouth        | 17 135     |
| 4     | Brentford        | 2-1       | Cheltenham Town    | 2 049      |
| 5     | QPR              | 1-3       | Port Vale          | 6 619      |
| 6     | Torquay Utd      | 0-1 (dts) | Reading            | 2 832      |
| 7     | Norwich City     | 4-1       | Gillingham         | 13 068     |
| 8     | Stevenage        | 1-2       | Portsmouth         | 4 236      |
| 9     | Shrewsbury Town  | 4-3       | Charlton           | 3 700      |
| 10    | Cardiff City     | 4-1 (dts) | Burton Albion      | 6 080      |
| 11    | Northampton Town | 2-0       | Brighton           | 2 431      |
| 12    | Swansea City     | 3-0       | Barnet             | 6 644      |
| 13    | Plymouth         | 0-1       | Notts County       | 5 454      |
| 14    | Wycombe          | 1-2 (dts) | Millwall           | 3 028      |
| 15    | Oxford Utd       | 6-1       | Bristol Rovers     | 5 008      |
| 16    | MK Dons          | 2-1       | Dag & Red          | 3 502      |
| 17    | Hereford Utd     | 0-3       | Colchester Utd     | 1 996      |
| 18    | Yeovil Town      | 0-1       | Crystal Palace     | 3 720      |
| 19    | Aldershot Town   | 0-3       | Watford            | 3 292      |
| 20    | Swindon Town     | 1-2       | Leyton Orient      | 4 450      |

## Secondo turno

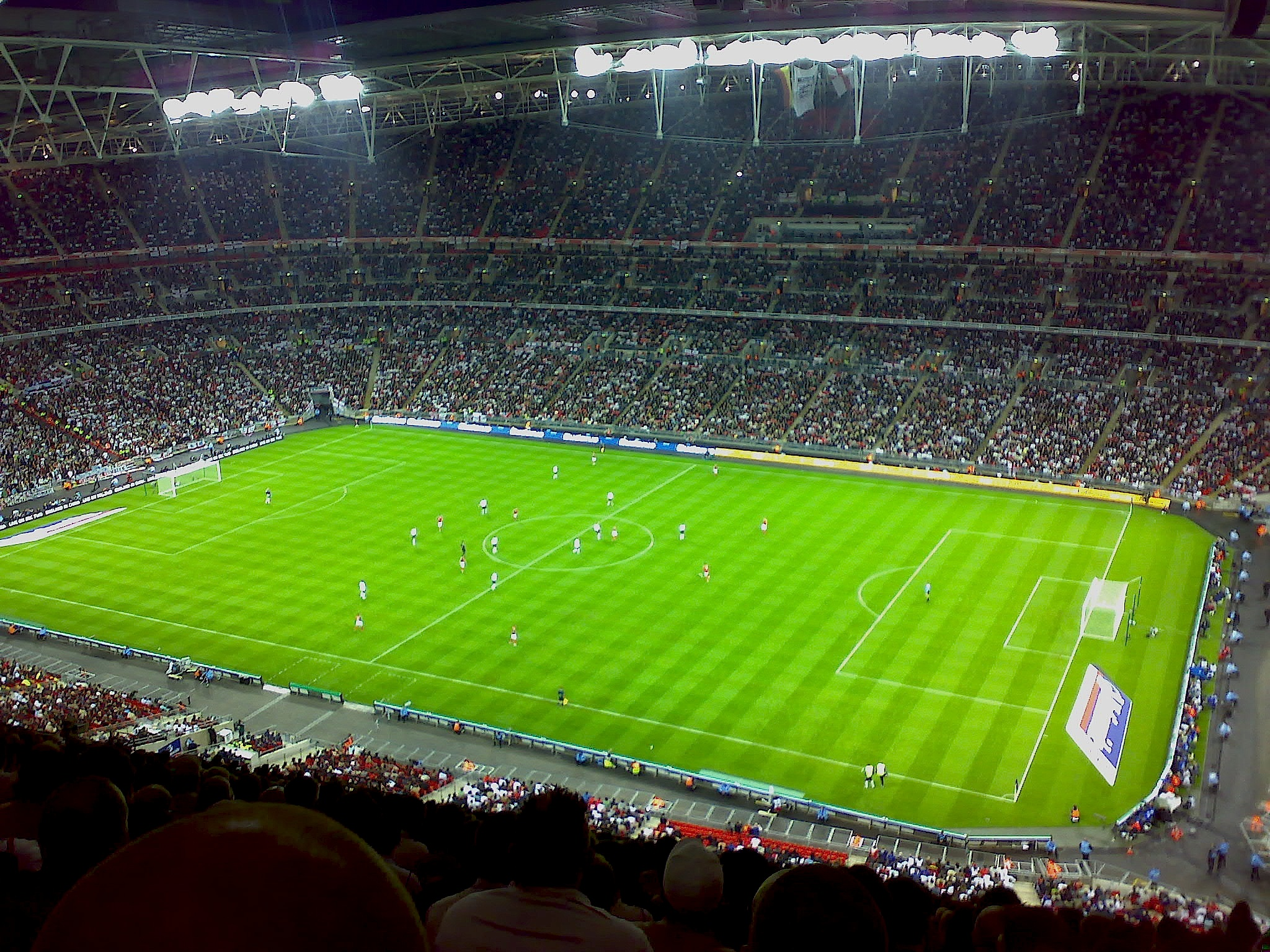
Lo Stadio Wembley, sede della finale del torneo.

Il Secondo turno era composto dai club uscenti vittoriosi dal Primo turno ai quali si sono aggiunte le squadre di Premier League non partecipanti alle competizioni europee assieme a Burnley e Hull City, che hanno bypassato la prima fase. Il sorteggio è avvenuto la sera dell'11 agosto 2010 dopo che sono state giocate tutte le partite del Primo turno. Gli incontri sono avvenuti tra il 23 ed il 27 agosto 2010.
| Match | Squadra in casa    | Risultato           | Squadra fuori casa | Spettatori |
| ----- | ------------------ | ------------------- | ------------------ | ---------- |
| 1     | Accrington Stanley | 2-3                 | Newcastle Utd      | 4 098      |
| 2     | Portsmouth         | 1-1 (dts) 4-3 (dcr) | Crystal Palace     | 8 412      |
| 3     | Leeds Utd          | 1-2                 | Leicester City     | 16 509     |
| 4     | Wolverhampton      | 2-1 (dts)           | Southend Utd       | 10 284     |
| 5     | Blackburn          | 3-1                 | Norwich City       | 9 235      |
| 6     | MK Dons            | 4-3 (dts)           | Blackpool          | 7 458      |
| 7     | Tranmere           | 1-3                 | Swansea City       | 2 450      |
| 8     | Everton            | 5-1                 | Huddersfield Town  | 28 901     |
| 9     | Peterborough Utd   | 2-1                 | Cardiff City       | 3 806      |
| 10    | Reading            | 3-3 (dts) 2-4 (dcr) | Northampton Town   | 6 986      |
| 11    | Scunthorpe Utd     | 4-2                 | Sheffield Weds     | 4 680      |
| 12    | Brentford          | 2-1                 | Hull City          | 3 335      |
| 13    | Sunderland         | 2-0                 | Colchester Utd     | 13 532     |
| 14    | Leyton Orient      | 0-2                 | West Bromwich      | 2 349      |
| 15    | Morecambe          | 1-3                 | Burnley            | 5 003      |
| 16    | Birmingham City    | 3-2                 | Rochdale           | 6 431      |
| 17    | Crewe Alexandra    | 0-1 (dts)           | Ipswich Town       | 3 309      |
| 18    | Watford            | 1-2                 | Notts County       | 6 434      |
| 19    | West Ham Utd       | 1-0                 | Oxford Utd         | 20 902     |
| 20    | Southampton        | 0-1                 | Bolton             | 10 251     |
| 21    | Bradford City      | 1-2 (dts)           | Preston N.E.       | 4 221      |
| 22    | Fulham             | 6-0                 | Port Vale          | 9 031      |
| 23    | Millwall           | 2-1                 | Middlesbrough      | 6 704      |
| 24    | Stoke City         | 2-1                 | Shrewsbury Town    | 11 995     |
| 25    | Hartlepool Utd     | 0-3                 | Wigan              | 3 196      |

## Terzo turno
Il terzo turno era composti dai club uscenti vittoriosi dal Secondo turno ai quali si aggiungeranno le squadre di Premier League partecipanti alle competizioni europee. Il sorteggio è avvenuto il 28 agosto 2010 dopo che sono state giocate tutte le partite del Secondo turno. Le partite sono state giocate tra il 20 ed il 23 settembre 2010.
| Match | Squadra in casa  | Risultato           | Squadra fuori casa | Spettatori |
| ----- | ---------------- | ------------------- | ------------------ | ---------- |
| 1     | Brentford        | 1-1 (dts) 4-3 (dcr) | Everton            | 8 960      |
| 2     | Portsmouth       | 1-2                 | Leicester City     | 8 327      |
| 3     | Stoke City       | 2-0                 | Fulham             | 12 778     |
| 4     | Chelsea          | 3-4                 | Newcastle Utd      | 41 511     |
| 5     | Aston Villa      | 3-1                 | Blackburn          | 18 753     |
| 6     | Tottenham        | 1-4 (dts)           | Arsenal            | 35 883     |
| 7     | Millwall         | 1-2                 | Ipswich Town       | 5 070      |
| 8     | Wolverhampton    | 4-2 (dts)           | Notts County       | 11 516     |
| 9     | Burnley          | 1-0                 | Bolton             | 17 602     |
| 10    | Birmingham City  | 3-1                 | MK Dons            | 9 450      |
| 11    | Liverpool        | 2-2 (dts) 2-4 (dcr) | Northampton Town   | 22 577     |
| 12    | Scunthorpe Utd   | 2-5                 | Manchester Utd     | 9.077      |
| 13    | West Bromwich    | 2-1                 | Manchester City    | 10 418     |
| 14    | Sunderland       | 1-2                 | West Ham Utd       | 21 907     |
| 15    | Peterborough Utd | 1-3                 | Swansea City       | 4 164      |
| 16    | Wigan            | 2-1                 | Preston N.E.       | 6 987      |

## Quarto turno
Il sorteggio del quarto turno si è svolto il 25 settembre 2010 e le partite si sono svolte tra il 25 ed il 30 ottobre 2010.
| Match | Squadra in casa | Risultato           | Squadra fuori casa | Spettatori |
| ----- | --------------- | ------------------- | ------------------ | ---------- |
| 1     | Newcastle Utd   | 0-4                 | Arsenal            | 33 157     |
| 2     | Birmingham City | 1-1 (dts) 4-3 (dcr) | Brentford          | 15 166     |
| 3     | Wigan           | 2-0                 | Swansea City       | 11 705     |
| 4     | Aston Villa     | 2-1 (dts)           | Burnley            | 34 618     |
| 5     | Leicester City  | 1-4                 | West Bromwich      | 16 957     |
| 6     | Manchester Utd  | 3-2                 | Wolverhampton      | 46 083     |
| 7     | West Ham Utd    | 3-1 (dts)           | Stoke City         | 25 304     |
| 8     | Ipswich Town    | 3-1                 | Northampton Town   | 12 929     |

## Quarti di finale
Il sorteggio dei quarti di finale è avvenuto il 30 ottobre 2010. Le partite si sono svolte tra il 30 novembre ed il 1º dicembre 2010.
| Arbitro: | Atkinson |

|                                 |           |  |
| Alcaraz 42’ (aut.) Bendtner 67’ | Marcatori |  |

| Arbitro: | Foy |

|                       |           |                |
| Larsson 12’ Žigić 84’ | Marcatori | 30’ Agbonlahor |

| Arbitro: | Clattenburg |

|                              |           |  |
| Spector 22’ 37’ Cole 56’ 66’ | Marcatori |  |

| Arbitro: | Jones |

|                       |           |  |
| Leadbitter 69’ (rig.) | Marcatori |  |

## Semifinali
Si sono svolte con la formula dell'andata e ritorno. Le partite di andata sono state giocate tra il 10 ed il 16 gennaio mentre quelle di ritorno tra il 24 ed il 30 gennaio 2011.

### Andata
| Arbitro: | Atkinson |

|             |           |  |
| Priskin 78’ | Marcatori |  |

| Arbitro: | Dowd |

|                    |           |               |
| Noble 13’ Cole 78’ | Marcatori | 56’ Ridgewell |

### Ritorno
| Arbitro: | Halsey |

|                                         |           |  |
| Bendtner 61’ Koscielny 64’ Fàbregas 77’ | Marcatori |  |

| Arbitro: | Webb |

|                                    |           |          |
| Bowyer 59’ Johnson 79’ Gardner 94’ | Marcatori | 32’ Cole |

## Finale
È stata giocata il 27 febbraio 2011 presso lo stadio di Wembley a Londra.
| Arbitro: | Mike Dean |

|                |           |                       |
| van Persie 39’ | Marcatori | 28’ Žigić 89’ Martins |

| Arsenal | Birmingham City |

| ARSENAL (4-2-3-1) |    |                      |     |
|                   |    |                      |     |
| P                 | 53 | Wojciech Szczęsny    |     |
| D                 | 3  | Bacary Sagna         |     |
| D                 | 20 | Johan Djourou        |     |
| D                 | 6  | Laurent Koscielny    | 35’ |
| D                 | 22 | Gaël Clichy          | 52’ |
| C                 | 17 | Alexandre Song       |     |
| C                 | 19 | Jack Wilshere        |     |
| T                 | 8  | Samir Nasri          |     |
| T                 | 7  | Tomáš Rosický        |     |
| T                 | 23 | Andrej Aršavin       | 77’ |
| A                 | 10 | Robin van Persie (C) | 69’ |
| A disposizione:   |    |                      |     |
| P                 | 1  | Manuel Almunia       |     |
| D                 | 18 | Sébastien Squillaci  |     |
| D                 | 27 | Emmanuel Eboué       |     |
| D                 | 28 | Kieran Gibbs         |     |
| C                 | 15 | Denílson             |     |
| A                 | 29 | Marouane Chamakh     | 77’ |
| A                 | 52 | Nicklas Bendtner     | 69’ |
| Manager:          |    |                      |     |
| Arsène Wenger     |    |                      |     |

| BIRMINGHAM CITY (4-3-2-1) |    |                   |             |
|                           |    |                   |             |
| P                         | 26 | Ben Foster        |             |
| D                         | 2  | Stephen Carr (C)  |             |
| D                         | 5  | Roger Johnson     |             |
| D                         | 28 | Martin Jiránek    |             |
| D                         | 6  | Liam Ridgewell    |             |
| C                         | 7  | Sebastian Larsson | 41’         |
| C                         | 12 | Barry Ferguson    | 90+4’       |
| C                         | 18 | Keith Fahey       | 83’         |
| T                         | 8  | Craig Gardner     | 50’         |
| T                         | 4  | Lee Bowyer        |             |
| A                         | 19 | Nikola Žigić      | 90+2’       |
| A Disposizione:           |    |                   |             |
| P                         | 1  | Maik Taylor       |             |
| D                         | 3  | David Murphy      |             |
| D                         | 21 | Stuart Parnaby    |             |
| C                         | 23 | Jean Beausejour   | 50’         |
| A                         | 9  | Kevin Phillips    |             |
| A                         | 10 | Cameron Jerome    | 90+2’ 90+3’ |
| A                         | 17 | Obafemi Martins   | 83’         |
| Manager:                  |    |                   |             |
| Alex McLeish              |    |                   |             |